# Galapagoski pingvin
Galapagoski pingvin (Spheniscus mendiculus) je pingvin endemičan za galapagoško otočje.
Ovo je jedina vrsta pingvina koja živi na ekvatoru, gdje može preživjeti zahvaljujući hladnim morskim strujama, Humboltovoj i Cromwellovoj. Najbliži rođaci ovoj vrsti pingvina su magareći, Magellanov i Humboldtov pingvin.
Galapagoški pingvin živi prvenstveno na otoku Fernandina i zapadnim obalama otoka Isabela, gdje se gnijezdi oko 95% jedinki. No, postoje i male kolonije na drugim otocima Galapagoškog arhipelaga, poput otoka Santa Cruz.

## Fizičke osobine
Galapagoski pingvin poraste do visine od 48 do 53 cm i težine od 1,5 do 2,5 kg. Mužjaci su nešto krupniji od ženki. Imaju crno-bijelo perje, crno po leđima i glavi, i bijelo po trbuhu i licu, i crn kljun koji je s donje strane bijel skoro do vrha kljuna.

## Razmnožavanje
Galapagoski pingvini imaju iste partnere cijeli život. Legu jedno ili dva jajeta po sezoni, na skrivenim mjestima zaštićenim od direktnih sunčevih zraka koji mogu dovesti do pregrijevanja jajeta. Jedan od roditelja uvijek ostaje s jajima i mladima dok je drugi u lovu po nekoliko dana. Roditelji u potpunosti othrane obično samo jedno mladunče. Kad nema dovoljno hrane, mladunče može napustiti gnijezdo.

## Ugrožena vrsta
Galapagoski pingvini su ugrožena vrsta. Postoji ukupno oko 2.100 jedinki (po podacima fondacije "Charles Darvin" iz 2006. godine), odnosno oko 1.000 parova spremnih za razmnožavanje po Međunarodnoj radnoj grupi za očuvanje pingvina. Broj jedinki ove vrste je doživio uznemirujući pad od oko 70% 1980-ih godina, zbog "El Nino-a" i povećanog ribarstva, kao i zbog zagađenja, kada je ukupan broj jedinki spao na oko 500. Nakon toga se počeo sporo oporavljati da bi se povratio na 1950 1990-ih godina a zatim iz istih razloga između 1997. i 1998. godine ponovo pao za oko 65%.
Na otoku Isabela, čovjek je sa sobom donio pse, mačke i štakore, koji znaju napadati ove pingvine i njihova gnijezda. U vodi, njihovi prirodni neprijatelji su morski psi, tuljani i morski lavovi.
Zbog svega ovoga, ovo je najugroženija pingvinska vrsta. Novija istraživanja ukazuje da je vjerojatnost da galapagoški pingvini u potpunosti izumru u narednih 100 godina jednaka 30%.

## Vanjske poveznice
|  | Zajednički poslužitelj ima stranicu o temi Spheniscus mendiculus    |
|  | Zajednički poslužitelj ima još gradiva o temi Spheniscus mendiculus |
|  | Wikivrste imaju podatke o taksonu Spheniscus mendiculus             |